# 트롤 사냥꾼
《트롤 사냥꾼》(Trolljegeren, The Troll Hunter)은 노르웨이에서 제작된 안드레 외브레달 감독의 2010년 공포, 스릴러 영화이다. 오토 제스퍼슨 등이 주연으로 출연하였고 존 M. 자콥슨 등이 제작에 참여하였다. 다크 판타지 영화로서, 파운드 푸티지 모큐멘터리의 형태로 제작되었다.

## 출연

### 주연
- 오토 제스퍼슨
- 한스 모르텐 한센

### 조연
- 토마스 알프 라르센
- 조한나 모르크
- 로버트 스톨텐베르그

## 기타
- 공동제작: 라스 L. 마로이